# الهيكل القائم على هندسة البروتين المندمج
الهيكل القائم على هندسة البروتين المندمج هي تقنية البيولوجيا الاصطناعية لإنشاء مكتبة الجينات (الأنساب) من خلال تكوين معرفة مصممة للهياكل والقيود المحتملة للبروتينات المشفرة. كان الدافع وراء تطوير هذه التقنية هو الأسئلة الأساسية التي تدورحول بنية البروتين ووظيفته وتطوره، على الرغم من أن هذه التقنية قابلة للتطبيق عمومًا لإنشاء بروتينات مُهندسة ذات خصائص مرغوبة تجاريًا.
الاندماج في هذه السلسلة الزمنية هو الهدف من الهيكلة القائمة على هندسة البروتين المندمج.

## الوصف
في البداية، تم تطوير تقنية هندسة البروتين المندمج كأسلوب إعادة التركيب المعتمد على التماثل لتمكين إنشاء مكتبات متعددة من الجينات ذات الصلة البعيدة.
في هذا التطبيق، تم تصميم إستراتيجية «تكتونية صفائح إكسون» لتجميع العناصر «المكافئة» للهيكل (في الصفائح القارية) مع التباين في الوصلات التي تربطهم (خطوط الصدع) لاستكشاف مساحة البروتين العالمية. لإنشاء مكتبة الجينات المقابلة، مخطط عالم الاحياء الخاص ب«غريغور ميندل» يتناسب مع إستراتيجية تفاعل البوليميريز لعبور الجينات المهجنة بشكل انتقائي، وهي عملية تكرار لتسجيل كل الاحتمالات الممكنة لمقاطع وشرائح الترميز مع روابط متغيرة. تم استخدام التكامل الوراثي في E. coli الحساسة لدرجات الحرارة لتحديد نجاح وظائف بوليمرات الحمض النووي المهجنة على الاقل مع الأنماط الظاهرية المحسنة.
تم استخدام تقنية هندسة البروتين المندمج بعد ذلك لبناء إنزيمات اصطناعية، والتي تميزت كيميائيا لإعادة تلخيص الاختلاف التطوري بين أثنين من الإنزيمات الحديثة. التطورالسريع للتنوع الكيميائي في الانزيمات ظهرت من خلال عمليات مماثلة للنظريات الداروينية التدرج والقفزات: تظهر بعض الطفرات تغيرات ثابتة، والتغييرات المضافة، في حين أن البعض الآخريظهر قفزات جذرية بين الخصائص المتناقضة مع خطوات طفرية واحدة.
بالإضافة إلى ذلك، تم وضع مقياس لوصف المسافة الكيميائية للتغيرات التي تحدث على الطفرة لاستخراج نسق تطوري قائم على العلاقة بالتغيرات المتسلسلة إلى المخرجات الكيميائية.
نشر أمثلة لهذه التقنية كطريقة موحدة لبناء مكتبات الجينات الاصطناعية من تسلسلات الوالدين القريبة أو ذات الصلة البعيدة لتحديد الوظائف بين البروتينات المشفرة.